# Dasyhelea parva
Dasyhelea parva är en tvåvingeart som beskrevs av Art Borkent 1997. Dasyhelea parva ingår i släktet Dasyhelea och familjen svidknott.
Artens utbredningsområde är Ungern. Inga underarter finns listade i Catalogue of Life.